# Merseburger Straße 26a (Weißenfels)

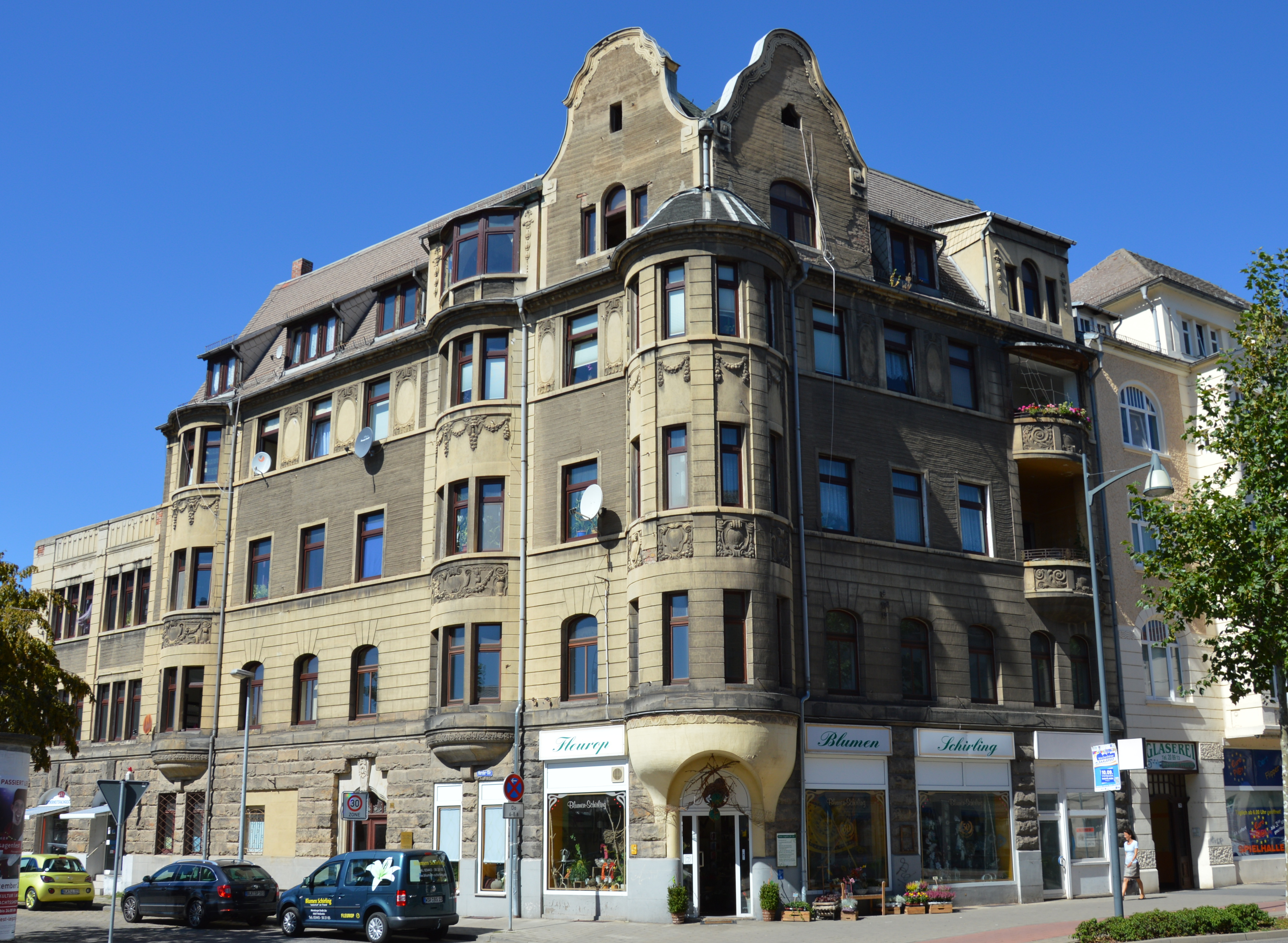
Haus Merseburger Straße 26a

Das Haus Merseburger Straße 26a ist ein denkmalgeschütztes Gebäude in Weißenfels in Sachsen-Anhalt.

## Lage
Es befindet sich auf der Westseite der Merseburger Straße, nördlich der Einmündung der Herderstraße. Nördlich grenzt das gleichfalls denkmalgeschützte Haus Merseburger Straße 28 an.

## Architektur und Geschichte
Das im Jugendstil gestaltete Wohn- und Geschäftshaus entstand im Jahr 1908. Die Fassade des großen viergeschossigen Gebäudes ist mit Erkern und Zwerchgiebeln versehen. In der Hauseingangstür und in den Fenstern des Treppenhauses besteht eine Bleiverglasung. Das Innere des Treppenhauses ist mit Fliesen und einer mit Stuck verzierten Decke aufwendig gestaltet.
Im örtlichen Denkmalverzeichnis ist das Wohn- und Geschäftshaus unter der Erfassungsnummer 094 15268 als Baudenkmal verzeichnet.